# Élections législatives de 1956 dans l'Ardèche
Les élections législatives françaises de 1956 se tiennent le 2 janvier. Ce sont les dernières élections législatives de la Quatrième république, après les élections de novembre 1946 et de juin 1951.

## Mode de scrutin
L'Assemblée nationale est composée de 626 sièges pourvus au scrutin proportionnel plurinominal suivant la règle de la plus forte moyenne dans le cadre départemental, sans panachage.
Le vote préférentiel est admis, en inscrivant un numéro d'ordre en face du nom d'un, de plusieurs ou de tous les candidats de la liste. Mais l'ordre ne pourra être modifié que si au moins la moitié des suffrages portés sur la liste est numéroté. Dans les faits les modifications ne dépasseront jamais les 7%.
La loi électorale du 7 mai 1951, dite loi des apparentements, reste en vigueur. Elle permet à la base une répartition des sièges à la représentation proportionnelle dans le département, mais si des listes « apparentées » avant le déroulement du scrutin obtiennent ensemble une majorité absolue de suffrages exprimés, elles reçoivent directement tous les sièges à pourvoir.
Dans le département de l'Ardèche, quatre députés sont à élire.

## Élus
L'élection de Maurice Guichard est annulée le 18 avril 1956 par le 4e bureau de l'Assemblée nationale au motif qu'il ne pouvait se réclamer que des voix obtenues au nom de sa seule liste, et non de l'apparentement poujadiste qui a été ici (comme ailleurs) cassé. 
| Député sortant              | Parti | Parti | Député élu ou réélu | Parti | Parti |
| --------------------------- | ----- | ----- | ------------------- | ----- | ----- |
| Paul Ribeyre                |       | CNIP  | Paul Ribeyre        |       | CNIP  |
| Victor Plantevin            |       | CNIP  | Victor Plantevin    |       | CNIP  |
| Raoul Tracol                |       | CNIP  | Roger Roucaute      |       | PCF   |
| Guy de Montgolfier (décédé) |       | CNIP  | Maurice Guichard    |       | UFF   |
|                             |       |       | Jean Palmero        |       | SFIO  |

## Résultats

### Résultats à l'échelle du département
Trois apparentements sont réalisés :
1. Un apparentement de type Front républicain est conclu entre les listes Rad-soc et SFIO ;
2. Un autre est conclu en soutien à la majorité sortante entre les listes CNIP-Rép soc. et MRP ;
3. Un autre regroupe les trois listes de tendance poujadistes.

Ce dernier sera déclaré invalide par l'Assemblée, ce qui fera perdre son siège à Maurice Guichard, mais permettra à Jean Palmero (SFIO) d'entrer au parlement.
| Parti    | Parti         | Tête de liste      | Résultats | Résultats | Appar. | Appar. | Sièges |
| Parti    | Parti         | Tête de liste      | Voix      | %         | Voix   | %      | Nb.    |
| -------- | ------------- | ------------------ | --------- | --------- | ------ | ------ | ------ |
|          | CNIP-Rép soc. | Paul Ribeyre       | 54 160    | 40,22     | 24 815 | 31,79  | 2 2    |
|          | MRP           | René Allier        | 54 160    | 40,22     | 11 345 | 8,42   | -      |
|          | PCF           | Roger Roucaute     | 35 246    | 26,17     | -      | -      | 1 1    |
|          | UFF           | Maurice Guichard   | 20 451    | 15,19     | 13 745 | 10,21  | 1 1    |
|          | Déf. agri     | Noël Aygon         | 20 451    | 15,19     | 5 269  | 3,91   | -      |
|          | Act° civ.     | Rémy Charrier      | 20 451    | 15,19     | 1 437  | 1,07   | -      |
|          | SFIO          | Jean Palmero       | 20 064    | 14,90     | 10 133 | 7,52   | -      |
|          | Rad-soc       | Franck Chante      | 20 064    | 14,90     | 9 931  | 7,37   | -      |
|          | PRRES         | Edmond Didier      | 3 898     | 2,89      | -      | -      | -      |
|          | RGRIF         | Étienne Lespinasse | 0         | 0,00      | -      | -      | -      |
|          |               |                    |           |           |        |        |        |
| Inscrits | Inscrits      | Inscrits           | 167 369   | 100,00    |        |        | 4      |
| Votants  | Votants       | Votants            | 136 882   | 81,79     |        |        |        |
| Exprimés | Exprimés      | Exprimés           | 134 676   | 98,39     |        |        |        |